# レオ・デュボワ
レオ・デュボワ（Léo Dubois、1994年9月14日 - ）はフランスのサッカー選手。ポジションはDF。スュペル・リグ・エユプスポル所属。フランス代表。

## 経歴

### クラブ
2015年5月9日のFCジロンダン・ボルドー戦でリーグ・アンデビュー。
2018年7月1日、オリンピック・リヨンに移籍した。初の出場となったUEFAチャンピオンズリーグでは、同年10月2日のシャフタール・ドネツク戦で同点弾を決めた。
2022年7月21日、ガラタサライSKへ完全移籍。3年契約を結んだ。

### 代表
A代表初招集となった2019年6月2日の親善試合のボリビア戦で、後半開始からベンジャマン・パヴァールに代わり出場しデビューを果たす。